# Olympische Winterspiele 2018/Teilnehmer (Togo)
| Gelbes Symbol für Goldmedaillen mit stilisierten Olympischen Ringen | Graues Symbol für Silbermedaillen mit stilisierten Olympischen Ringen | Braundes Symbol für Bronzemedaillen mit stilisierten Olympischen Ringen |
| ------------------------------------------------------------------- | --------------------------------------------------------------------- | ----------------------------------------------------------------------- |
| —                                                                   | —                                                                     | —                                                                       |

Togo nahm bei den Olympischen Winterspielen 2018 in Pyeongchang mit einer Athletin im Skilanglauf teil. Es war die zweite Teilnahme an Olympischen Winterspielen.

## Teilnehmer nach Sportarten

### Skilanglauf
| Athleten                 | Wettbewerbe    | Qualifikation | Qualifikation | Viertelfinale | Viertelfinale | Halbfinale    | Halbfinale    | Finale        | Finale |
| Athleten                 | Wettbewerbe    | Zeit          | Rang          | Zeit          | Rang          | Zeit          | Rang          | Zeit          | Rang   |
| ------------------------ | -------------- | ------------- | ------------- | ------------- | ------------- | ------------- | ------------- | ------------- | ------ |
| Frauen                   |                |               |               |               |               |               |               |               |        |
| Mathilde-Amivi Petitjean | Sprint         | 3:45,93 min   | 59            | ausgeschieden | ausgeschieden | ausgeschieden | ausgeschieden | ausgeschieden | 59     |
| Mathilde-Amivi Petitjean | 10 km Freistil | −             | −             | −             | −             | −             | −             | 32:35,2 min   | 83     |